# Саб 340
САБ 340 (швед. Saab 340) је шведски двомоторни авион са турбо-елисним мотором, конструисан и у почетку произвођен заједничким снагама САБа и Ферчајлд Еркрафта (енгл. Fairchild Aircraft) у односу учешћа 65%:35%. По почетном плану Саб је био задужен да изради труп авиона и вертикални стабилизатор у потпуности од алуминијума и за завршну монтажу у Линчепингу у Шведској. Ферчајлд је био одговоран за крила и отвор на крилима за два кућишта турбо-елисних мотора. Након што је Ферчајлд престао са производњом, производњу ових делова је преузео САБ.

## Историја
Изворно конструисан као СФ 340, авион је први пут полетео 25. јануара 1983. Пошто је Ферчајлд одустао од производње авиона 1985. након што је заједно са САБ-ом произвео 40 авиона, САБ наставља производњу авиона под новом ознаком 340А. Унапређена верзија 340Б представљена је 1989. са снажнијим моторима и ширим хоризонталним стабилизаторима, касније је у овај модел уграђен сиситем за звучну изолацију. Коначна верзија, 340Б Плус, је испоручена за комерцијалну употребу 1994. са уграђеним дорадама. У исто време те дораде су представљене на моделу САБ 2000. САБ 340 се производио у верзијама са 30 до 36 седишта, док је најчешћа везија била у конфигурацији са 34 седишта. Последња два старија модела САБ 340 у конфигурацији са 36 седишта израђена су за компанију (енгл. Japan Air Commuter).
Нека од побољшања представљена код модела 340Б Плус, су „активна бука“ и „контрола вибрација“ у кабини, која су смањивала вибрације и буку за 10 децибела током крстарења. Ова два додатна побољшања су преузета са 340Б и чинила су стандардну опрему на 340Б Плус заједно са проширеним и продуженим терминезоном (енгл. wingtips) (терминезон или wingtip се налази на крају крила, у облику је шиљка лагано нагнутог уназад и служи за смањивање турбуленције коју ствара крило). Још једна ствар преузета од ранијих модела је премештање тоалета са краја путничке кабине на њен почетак. Ово је значајно повећало распложиви простор за терет (енгл. cargo bin area). Систем за звучну изолацију је постао део стандардне опреме на свим САБ 340Б авионима у 1994, а први 340Б Плус са продуженим и проширеним "wingtips" је 1995. испоручен (енгл. Hazelton Airlines) из Аустрије, која је касније радила за (енгл. Regional Express), а сада ради за (енгл. Japan Coast Guard).
Војне варијанте су: САБ 340AEW, 340AEW-200 и 340AEW-300, које имају систем за упозорење за прерано узлетање (енгл. airborne early warning – AEW). Производња свих модела САБ 340 је престала 1999, а САБ је престао са произвидњом свих цивилних авиона 2005.

## Модели
- САБ - Ферчајлд SF 340 -
- САБ  -
- САБ  -
- САБ  Плус -
- САБ  Плус САР-200 -
- САБ  - Saab 340F (теретни)
- САБ  -
- САБ  -
- САБ  -
- САБ  -
- САБ  200/300 -

## Спецификације
- Размах крила: 21,44
- Дужина: 19,73
- Висина: 6,97
- Максимална полетна маса: 13.200
- Број путника: 30 до 36
- Посада: 3 (2 пилота уз још 1 место у кабини)
- Максимална брзина крстарења: 500
- Оптимална висина лета: 7600
- Долет: 1500
- Мотори: 2 Џенерал Електрик - ЦТ7 мотора

## Оператори
Закључно са октобром 2005, 430 авиона типа САБ 340 је било у употреби од стране 56 компанија у 25 земаља. У августу 2006, укупно је било у употреби 361 авион (укључујући све моделе) САБ 340 модели који су коришћени од стране 49 компанија. 9 авиона САБ 340 је отписано због незгода, 6 без икаквих фаталних последица.